# Decimomannu
Decimomannu (en sard, Dèximu Mannu) és un municipi italià, situat a la regió de Sardenya i a la Ciutat metropolitana de Càller. L'any 2004 tenia 7.042 habitants. Es troba a la regió de Campidano di Cagliari. Limita amb els municipis d'Assemini, Decimoputzu, San Sperate, Uta, Villasor i Villaspeciosa.

## Administració
| Període | Identitat      | Partit        |
| ------- | -------------- | ------------- |
| 2006-   | Luigi Porceddu | Llista cívica |